# Agnes Alpers
Agnes Alpers (Oerel, 1961. június 29. –) német politikus és tanár. 1980-tól tanult pedagógiát a Berlini Szabadegyetemen, ő vezette az első brémai gyermek-szamba csoportot a karneválon. Házas, két gyermeke van. 2013. június 28-án egy Bundestagban mondott beszédje után összeesett, a helyszínen újjáélesztették. Kiderült, hogy verőértágulás következtében stroke-ot kapott. Mesterséges kómába helyezték, amiből július végén ébresztették fel.